# Wilhelm Kühne
Wilhelm Friedrich Kühne (Hamburgo, 28 de marzo de 1837 - Heidelberg, 10 de junio de 1900), conocido como Wilhelm Kühne, Willy Kühne, fue un fisiólogo alemán.

## Datos biográficos
Kühne estudió química bajo la dirección de Friedrich Wohler, anatomía con Friedrich Gustav Jakob Henle y neurohistología con Rodolfo Wagner. Recibió su doctorado en 1856, con una tesis sobre la diabetes inducida en ranas.[cita requerida]
Es conocido por haber acuñado el término "enzima" (en alemán, Enzym). Trabajó, en particular, sobre la fisiología del músculo y nervio, y en el proceso químico de la digestión. También estudió los cambios químicos que ocurren en la retina por exposición a la luz.